# وادي الخنق
وادي الخنق، من أودية المدينة المنورة التاريخية الشهيرة، يقع شرق المدينة المنورة في حرة واقم.

## مساراه
يبدأ من قاع حضوضاء يتجه نحو الشمال الغربي، حتى يصب في قاع العاقول (وادي العاقول) ثم يتجه غربا نحو وادي قناة الذي يصب في وادي وادي العقيق ومنه إلى وادي إضم (وادي الحمض) والذي يصب في البحر الأحمر بين الوجه وأملج.